# Gassosa

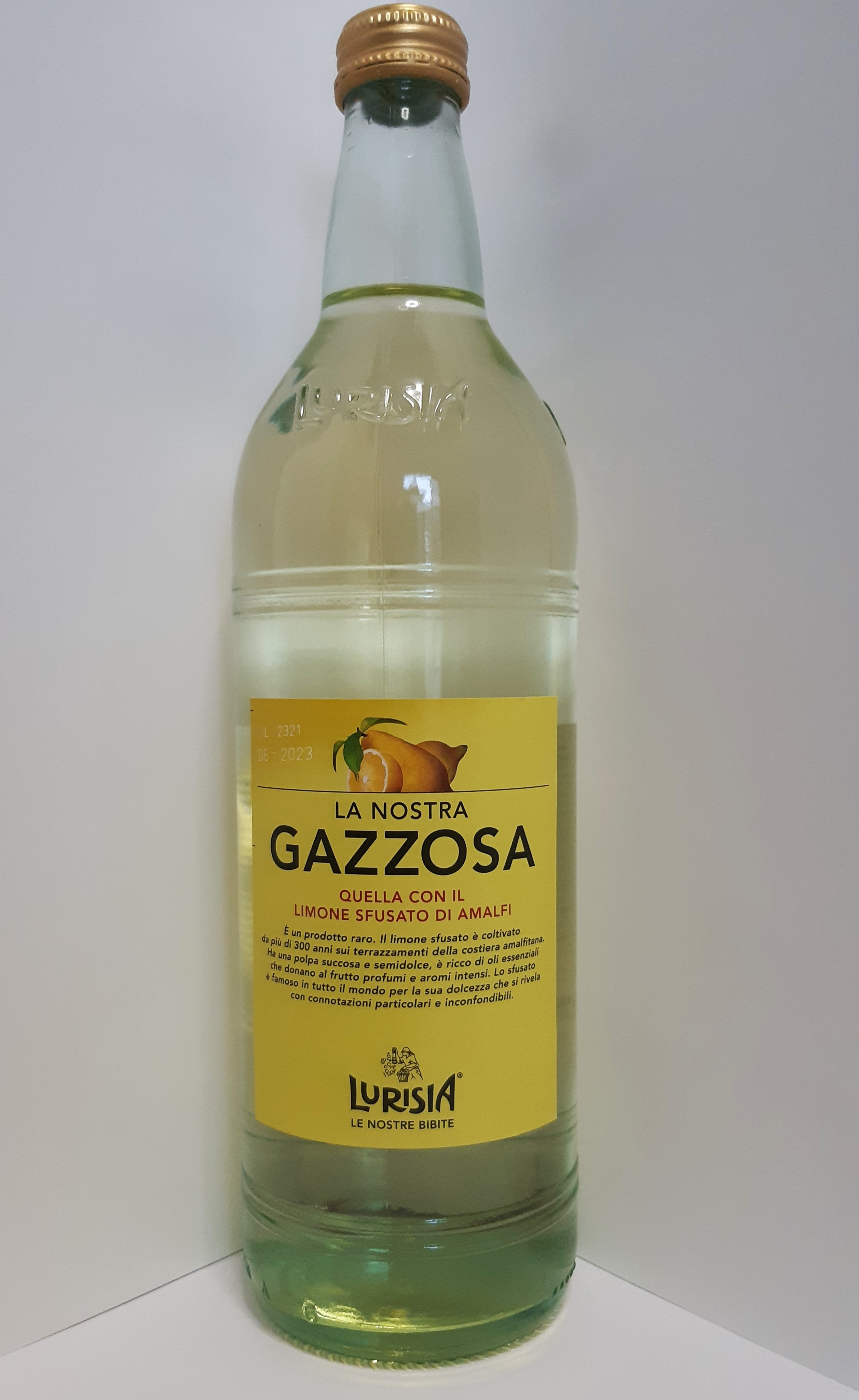
Gassosa

Gassosa (auch Gasosa, Gazosa oder Gazzosa; ital. für „die Gashaltige“) ist eine klare, alkoholfreie, gesüßte, kohlensäurehaltige Zitronenlimonade aus Italien und aus dem Kanton Tessin in der Schweiz.

## Geschmack
Die Gassosa hat einen nur leichten Zitronengeschmack und stellt in etwa einen Mittelweg zwischen einem normalen Mineralwasser und einer Limonade dar. Die Gassosa wird ungemischt getrunken, aber auch zum Mischen mit Bier (ähnlich dem Alster oder Radler) oder Wein verwendet.

## Herstellung
Wenngleich die Gassosa heutzutage meist industriell hergestellt wird, kann sie auch noch wie früher üblich nach etlichen Rezeptvarianten selbst hergestellt werden. Die traditionelle Herstellung beruht auf einem Gärungsprozess der in Flaschen abgefüllten Flüssigkeit. Hierbei erhält die Gassosa ihre typischen Kohlensäure-Bläschen. Es handelt sich generell um eine aus Wasser, Zucker und Zitronensäure zusammengesetzte Flüssigkeit, die im Gegensatz zu anderen kohlensäurehaltigen Limonaden jedoch meist nicht so süß schmeckt und weniger Kohlensäure hat. 

### Varianten
Neben der gewöhnlichen Gassosa mit Zitronengeschmack existieren auch die Varianten mandarino (Mandarine, orangefarben), caffè (Kaffee, dunkle Färbung), mirtillo (Heidelbeere, lilafarben) sowie lampone (Himbeere, rosafarben).